# 食物依存性運動誘発性アナフィラキシー
食物依存性運動誘発アナフィラキシー（しょくもついぞんせいうんどうゆうはつアナフィラキシー、FDEIA：Food-Dependent Exercise-Induced Anaphylaxis）は、アスピリン薬剤・食物・運動の複合要因でアレルギー反応を起こす病態である。小、中、高校生の1万人に1人程度の割合で発生しているとのこと（2006年調査）で、頻度は低くない。

## 原因
原因食物として小麦、エビ、果物が多い。特定食物摂取後、2 - 3時間後に運動するなどで生じ、アスピリン製剤の使用により誘発されやすくなる。小麦の場合はω-グリアジン・高分子量グルテニン等が原因となっている報告がある。
日本では、FDEIAの原因として小麦が62%、甲殻類28%を占める。果物・牛乳は1%、魚は2%、蕎麦は3%といわれる。

## 検査
専門機関にて、摂食後運動負荷をおこなうチャレンジテストのみが確診につながるが、危険を伴う。

## 治療
予防としては原因食物を摂取しない、原因食物を摂取した場合は約3時間以上運動をしないといったことが知られている。